# (31618) Tharakan
(31618) Tharakan est un astéroïde de la ceinture principale.

## Description
(31618) Tharakan est un astéroïde de la ceinture principale. Il fut découvert le 15 avril 1999 à Socorro (Nouveau-Mexique) par le projet LINEAR. Il présente une orbite caractérisée par un demi-grand axe de 2,25 UA, une excentricité de 0,06 et une inclinaison de 7,2° par rapport à l'écliptique.

## Compléments